# Нова Бистріца (водосховище)
Нова Бистриця (Nová Bystrica) — водосховище на річці Бистриця; місце розташування — округ Чадця.
Площа 1,88 км2. Збудовано на річці Бистриця в 1980-х роках. Розташоване біля села  Нова Бистріца.